# Vodafone Arena
La Vodafone Arena, anche nota come Tüpraş Stadyumu, Beşiktaş Park (Competizioni UEFA) e Kartal Yuvası (lett. "Nido dell'aquila"), è uno stadio di Istanbul, in Turchia, che sorge nel quartiere di Beşiktaş, di proprietà del Beşiktaş J.K., di cui ospita le gare casalinghe a partire dalla stagione 2015-2016, in seguito alla demolizione del vecchio stadio BJK İnönü, sul cui stesso sito sorge il nuovo impianto.

## Descrizione
Dotato di 42 590 posti, è stato edificato dal 2013 e ha aperto al pubblico nel 2016. Nel 2019 ha ospitato la Supercoppa UEFA. 
Lo stadio, progettato dall'architetto Bünyamin Derman, è costato circa 80 milioni di euro. Del vecchio impianto è stata conservata la tribuna Eski Açık, considerata monumento storico dal governo turco. Il Vodafone Park è dotato, tra l'altro, di 144 suite esclusive e di un lounge, il "1903 Lounge", che può ospitare 1 903 spettatori.
Soddisfa i criteri richiesti per rientrare nella categoria 4, il livello più alto della classificazione degli stadi UEFA.

## Storia
Lo stadio, progettato dall'architetto Bünyamin Derman dello studio DB Architects, è stato edificato dal 2013 sul sito in cui sorgeva il vecchio stadio BJK İnönü, edificato nel 1939 e demolito nel giugno 2013. 
Ha aperto al pubblico l'11 aprile 2016, con la partita di campionato turco Beşiktaş-Bursaspor (3-2), di fronte a 38 420 spettatori. Il primo gol nello stadio è stato realizzato da Mario Gómez al 58º minuto di gioco.
Lo stadio è stato sede della finale della Supercoppa UEFA 2019 tra il Liverpool e il Chelsea.

## Altri utilizzi
Lo stadio ha ospitato concerti musicali di artisti quali Shakira e Edis.